# Guy Cassiers
Guy Cassiers, född 6 december 1960 i Antwerpen, är en belgisk teaterregissör.

## Biografi
Guy Cassiers studerade grafisk konst vid Koninklijke Academie voor Schone Kunsten i Antwerpen och hade sina första utställningar under början av 1980-talet. Från 1987 och några år framöver var han konstnärlig ledare för ungdomsteatern Oud Huis Stekelbees i Gent där han bland annat satte upp Peter Handkes Kaspar. Hans genombrott som regissör kom 1995 på ro theater i Rotterdam med en uppsättning av Tony Kushners Angels in America. Uppsättningen gjorde succé och vann flera priser. 1998-2005 var han ro theaters konstnärlige ledare. Sedan 2006 är han konstnärlig ledare för Toneelhuis i Antwerpen. Han har även regisserat opera. Fem av hans uppsättningar på Toneelhuis har varit inbjudna till Avignonfestivalen: 2007 Mefisto for ever av Tom Lanoye efter Klaus Manns roman; 2008 Wolfskers av Tom Lanoye; 2010 De man zonder eigenschappen (Mannen utan egenskaper) av Filip Vanluchene efter Robert Musils roman; 2011 Bloed & rozen. Het lied van Jeanne en Gilles av Tom Lanoye samt 2013 Orlando efter Virginia Wolfs roman. Bland priser han tilldelats kan nämnas Werkpreis Spielzeiteuropa 2004 för Proustcyclus efter Marcel Prousts På spaning efter den tid som flytt med Toneelhuis på Berliner Festspiele samt Premio Europa New Theatrical Realities 2009.